# Безвихідна ситуація
Безвихідна ситуація (англ. Small Apartments) — американський фільм 2012 року.

## Сюжет
Франклін знімає кімнату і живе нецікавим життям. Все міняється в одну мить, коли він випадково вбиває свого хазяїна квартири. Щоб сховати сліди скоєного злочину, він намагається зробити все, що в його силах, приховуючи тіло і намагаючись вести непримітний спосіб життя. Але життя для нього вже не буде таким як раніше, до того ж, ситуація, що склалася і вся сукупність обставин змушують його йти по дорозі, у якої немає шляху назад, підштовхуючи до небезпечної межі, що загрожує загибеллю.

## У ролях
| Актор           | Роль                 |
| --------------- | -------------------- |
| Метт Лукас      | Франклін             |
| Біллі Крістал   | Берт Горіх           |
| Джуно Темпл     | Сімон                |
| Джеймс Марсден  | Бернард Франклін     |
| Петер Стормаре  | містер Оліветті      |
| Девід Кокнер    | детектив О'Грейді    |
| Девід Варшовскі | детектив Голман      |
| Саффрон Берроуз | Франсін              |
| Розі Перес      | міс Бейкер           |
| Аманда Пламмер  | місіс Баллістері     |
| Дольф Лундгрен  | доктор Сейдж Меннокс |
| Ді-Джей Кволлс  | Арті                 |
| Ребел Вілсон    | Роккі                |
| Джеймс Каан     | містер Оллспайс      |
| Джонні Ноксвілл | Томмі Боллс          |